# Kwintus Lutacjusz Katulus
Kwintus Lutacjusz Katulus (Quintus Lutatius Catulus) (ur. przed. 149 p.n.e., zm. 87 p.n.e.) – konsul rzymski, syn Kwintusa Lutacjusza Katulusa i Popilii.

## Kariera polityczna
Około 109 p.n.e. sprawował funkcję pretora; sprawował namiestnictwo prowincji zaopatrującej Rzym w zboże, a więc najpewniej Sycylii. Trzykrotnie bez powodzenia starał się o konsulat w latach 106 p.n.e., 105 p.n.e. i 104 p.n.e., przegrywając wybory. Ostatecznie został konsulem na 102 p.n.e. i udał się do Galii Cisalpińskiej na wojnę z Cymbrami i Teutonami. W wyniku narastającego konfliktu z Mariuszem, u którego przez wiele lat był legtatem i trybunem wojskowym, Lucjusz Korneliusz Sulla, przyszły dyktator, przeszedł pod komendę Katulusa. Katulus miał bronić przejścia przez Alpy, obsadził wzniesienie nad rzeką Atezą (dzisiejsza Adyga), ale został zmuszony wycofać się za rzekę Pad, wpuszczając tym samym Cymbrów do Galii Transpadańskiej. Frontinus opisuje podstęp Katulusa, który zmylił wrogów, pozorując rozbicie obozu. W 101 p.n.e. połączone wojska Katulusa i Mariusza pokonały Cymbrów w bitwie pod Vercellae. Cymbrowie stracili ponad sto tysięcy ludzi w zabitych i wziętych do niewoli i jako plemię przestali istnieć. Katulusowi przyznano prawo do triumfu.

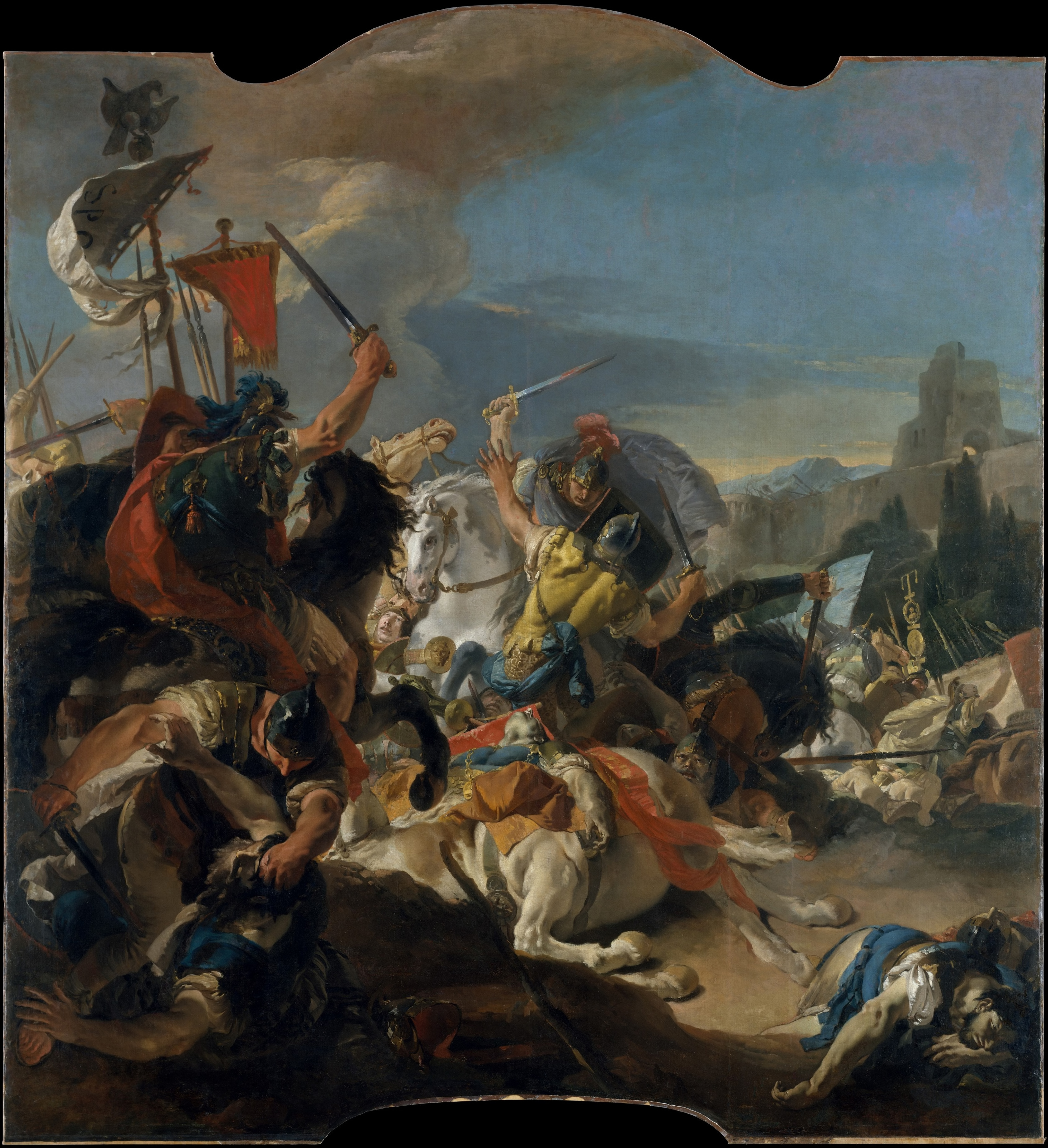
Giovanni Battista Tiepolo, Bitwa pod Vercellae, 1725–1729

Główną zasługę tego zwycięstwa przypisywano jednak Mariuszowi, co spowodowało niechęć Katulusa i jego stałą opozycję wobec tego polityka. W wojnie domowej stał po stronie Lucjusza Korneliusz Sulli. W 100 p.n.e. brał udział w stłumieniu ruchu trybuna ludowego Apulejusza Saturninusa. W 90 p.n.e. w czasie wojny ze sprzymierzeńcami był legatem. W 87 p.n.e. był wysłany przez senat w charakterze posła do Kwintusa Metellusa Piusa z wezwaniem, by ten objął naczelne dowództwo w walce z popularami. Gdy w wyniku wojny domowej Gajusz Mariusz i Lucjusz Korneliusz Cynna zajęli Rzym i wprowadzili politykę terroru, Katulus, spodziewając się egzekucji, popełnił samobójstwo

## Literat
Był cenionym oratorem, poetą i pisarzem, także piszącym w języku greckim. Napisał historię swojego konsulatu oraz wojny z Cymbrami w stylu Ksenofonta. Prace te nie zachowały się. Przetrwały tylko dwa jego epigramaty zachowane w dziele Cycerona O naturze bogów i u Aulusa Geliusza.

## Budowniczy

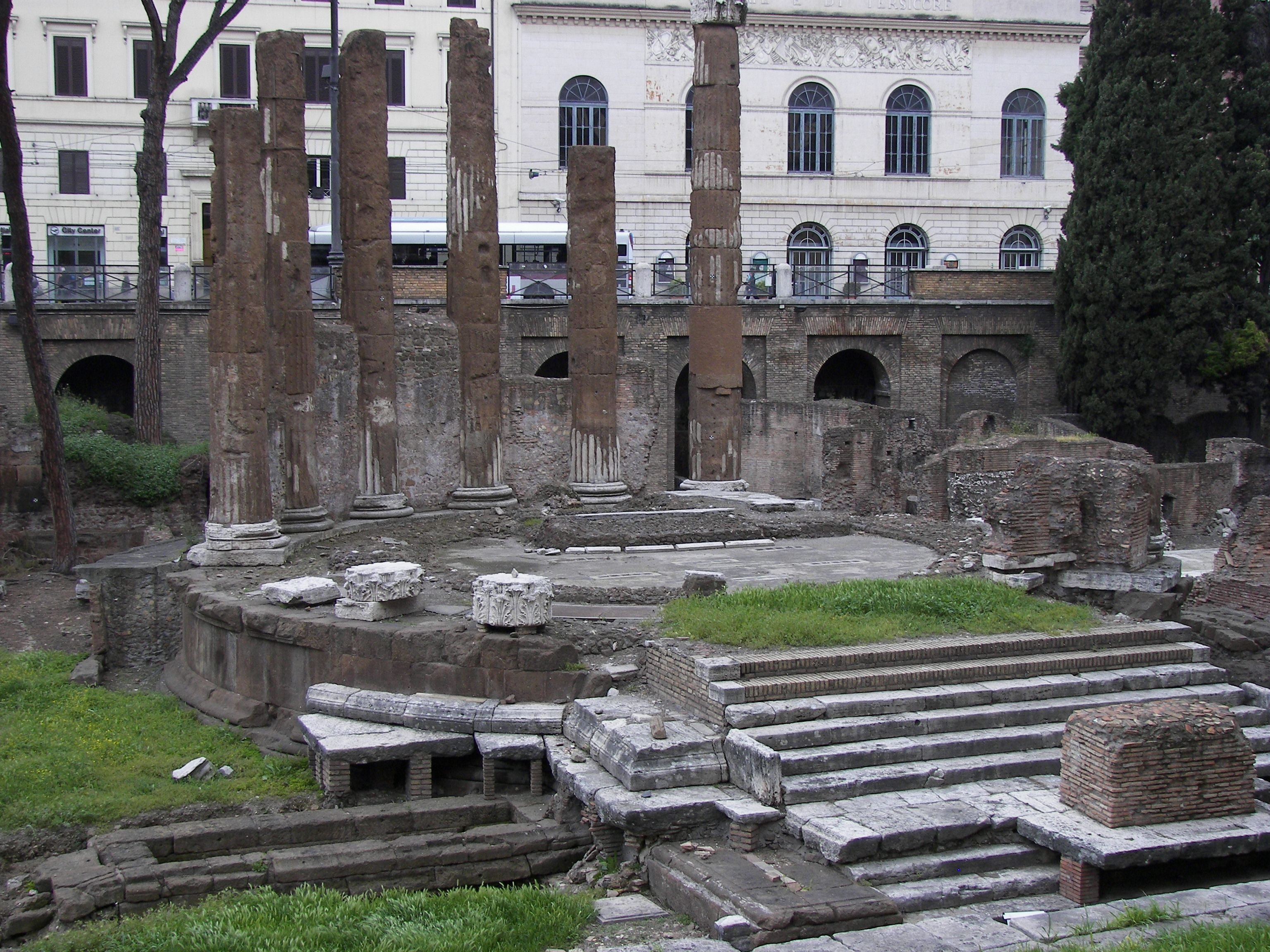
Świątynia poświęcona Aedes Fortunae Huiusce Diei na Largo di Torre Argentina

Katulus był bardzo bogaty i użył tego bogactwa dla upiększania Rzymu. Dwie budowle są znane jako jego dzieło: świątynia Fortuna Huiusce Diei na Largo di Torre Argentina, upamiętniająca zwycięstwo pod Vercellae i portyk Katulusa, zbudowany ze sprzedaży łupów zdobytych na Cymbrach.

## Małżeństwa i krewni
Przez wspólną matkę Popilię był bratem przyrodnim przedstawicieli sławnego rodu Juliuszów Cezarów:
| Popilia                                                           |
| \| 1. Lucjusz Juliusz Cezar \| \| 2. Kwintus Lutacjusz Katulus \| |
| 1. Lucjusz Juliusz Cezar                                          |
| 2. Kwintus Lutacjusz Katulus                                      |

| 1. Lucjusz Juliusz Cezar     |
| 2. Kwintus Lutacjusz Katulus |

| Lucjusz Juliusz Cezar kon. 90 |

| Gajusz Juliusz Cezar Strabon |

| Kwintus Lutacjusz Katulus          |
| konsul 102 p.n.e.                  |
| \| 1. Serwilia \| \| 2. Domicja \| |
| 1. Serwilia                        |
| 2. Domicja                         |

| 1. Serwilia |
| 2. Domicja  |

| Lucjusz Juliusz Cezar kon. 64 p.n.e. |

| Julia                                                                      |
| \| 1. Marek Antoniusz Kretyk \| \| 2. Publiusz Korneliusz Lentulus Sura \| |
| 1. Marek Antoniusz Kretyk                                                  |
| 2. Publiusz Korneliusz Lentulus Sura                                       |

| 1. Marek Antoniusz Kretyk            |
| 2. Publiusz Korneliusz Lentulus Sura |

| Kwintus Lutacjusz Katulus Kapitoliński |
| konsul 78 p.n.e.                       |

| Lutacja                               |
| \| 1. Kwintus Hortensjusz Hortalus \| |
| 1. Kwintus Hortensjusz Hortalus       |

| 1. Kwintus Hortensjusz Hortalus |

1. Pierwszą żoną była Domcja z rodu Domicjuszów Ahenobarbów, która była matką jego syna Kwintusa, konsula 2 78 p.n.e.
2. Drugą żoną była Serwilia z rodu Serwiliuszów Cepionów, która była matką jego córki, Lutacji, żony sławnego oratora Kwintusa Hortensjusza Hortalusa.
3. Być może jego trzecią żoną była Klaudia z rodu Klaudiuszów Pulchrów.